# Мастер спорта СССР
«Мастер спорта СССР» (стандартное сокращение в спортивной справочной литературе — МС) — спортивное звание, учреждённое в 1935 году Высшим советом физической культуры при ЦИК СССР (в шахматах звание было учреждено ранее). Звание присваивалось спортсменам СССР; с введением в 1937 году Единой всесоюзной спортивной классификации — за выполнение установленных в ней нормативов. Присвоение звания закончилось в 1992 году.

## История
Знаки образца 1935 года не имели номеров. В 1949 году был установлен новый знак (больше уже не менявший свой вид); знак № 1 был вручён Альберту Абрамяну за победу на чемпионате СССР по гимнастике в вольных упражнениях.

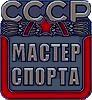
Нагрудный знак МС СССР образца 1949 года
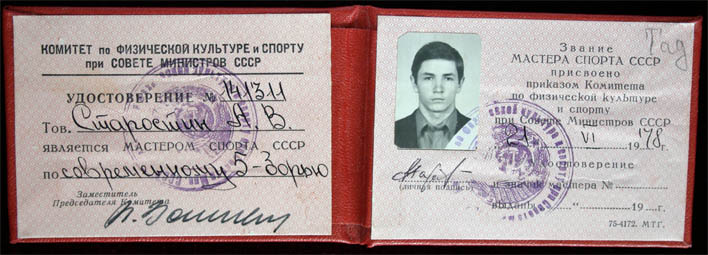
Удостоверение к званию «Мастер спорта», выданное в 1978 году Анатолию Старостину

На 1 января 1957 года звание получили 8 779 человек, на 1 января 1960 года — 15 949 человек, на 1 января 1975 года — около 108,1 тыс. человек, к 1980 году — около 158 тыс. человек, к 1988 году — около 250 тыс. человек.

## Почётный мастер спорта
В 1959 году был введён «Почётный знак „Мастер спорта СССР“», который присваивался спортсменам, 5 лет подряд выполнявшим норматив звания «мастер спорта СССР». Постановлением Госкомспорта СССР от 26 июня 1986 года награждение этими знаками было прекращено.
В спортивной литературе обладатели этого знака именуются «Почётный мастер спорта СССР» (стандартное сокращение — ПМС).

## Мастер спорта по национальным видам спорта
В 1950-е — 1960-е годы в ряде союзных республик были учреждены звания «мастер спорта по национальным видам спорта». Звание присваивалось по национальным видам спорта, имеющим правила соревнований, утверждённые спорткомитетами республик. Так, Единая всероссийская классификация по национальным видам спорта, принятая в 1970 году, включала в себя 17 видов спорта — гонки на оленьих упряжках, гонки на собачьих упряжках, национальная борьба, лапта, гиревой спорт и другие.

## Списки
См. также: Категория:Мастера спорта СССР
- Мастер спорта СССР по шахматам — звание учреждено в 1925 году.
- Мастер спорта СССР по шахматной композиции — звание учреждено в 1934 году.

## Аналогичные звания
Аналогичные звания существовали в Болгарии, Польше (до 1996 года), ГДР (введено в 1952 году), Румынии, Чехословакии, Албании (введено в 1952 году), КНДР, Китае, Монголии. Начиная с 1992 года, звания «мастер спорта» учредили ряд государств, ранее входивших в состав СССР — Россия (см.), Украина, Беларусь, Казахстан, Кыргызстан, Молдова, Таджикистан, Узбекистан.